# Hemiacetal

Hemiacetal

En hemiacetal är en organisk funktionell grupp eller ett ämne som innehåller denna grupp. Hemiacetaler liknar acetaler och räknas ibland som en undergrupp av dessa. En av OR-grupperna i acetaler (där R står för godtycklig kolkedja) motsvaras i hemiacetaler av en hydroxigrupp.

## Exempel

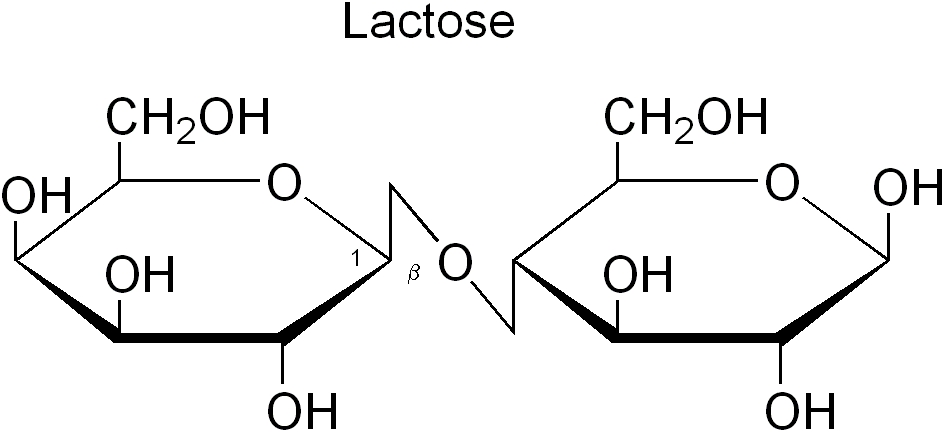
disackariden laktos strukturformel

I bilden till höger är kolet längst till höger en hemiacetalgrupp. Kolet är bundet till en syreatom som är bundet till en kolkedja, medan den andra syreatomen är bunden till ett väte och bildar en hydroxigrupp. 
Skillnaden med en acetalgrupp ser man tydligt om man istället tittar på kol nummer 1, som är bundet till två syreatomer, som vardera är bundet till en kolkedja (väteatomen är inte utritad). Detta är en acetalgrupp. 